# Iosif Piluszyn
Iosif Iosifowicz Piluszyn, ros. Иосиф Иосифович Пилюшин (ur. 29 września 1903 we wsi Urbanowo, zm. 3 lutego 1979) – radziecki snajper, uczestnik II wojny światowej.

## Życiorys
Urodził się 29 września 1903 we wsi Urbanowo na Białorusi. Obowiązkową służbę wojskową odbył w latach 1925–1927. Następnie pracował w fabryce, uczył się i zajmował strzelectwem. Po ataku Niemiec na Związek Radziecki został wcielony do Armii Czerwonej i skierowany na front leningradzki. W walce z Niemcami jako snajperowi zaliczono mu 124 trafienia. W 1944 został ranny i stracił wzrok, w związku z czym został zwolniony ze służby wojskowej. W czasie wojny stracił również rodzinę.
Po zakończeniu wojny swoje wojenne wspomnienia spisane przez Siergieja Anisimowa opublikował w książce Pod murami Leningradu. W Polsce książka została wydana w 2014 przez Wydawnictwo Vesper pod tytułem Snajper. W obronie Leningradu.

## Ordery i odznaczenia
- Order Czerwonego Sztandaru (6 sierpnia 1943)
- Order Czerwonej Gwiazdy
- Medal „Za Odwagę”